# Strategiespiel
Ein Strategiespiel ist ein Spiel, in dem eine langfristige Planung des Vorgehens im Spiel entscheidend ist. Häufig enthalten Strategiespiele dabei keine oder nur sehr geringe Glücks- oder Zufallselemente.
Strategiespiele sind u. a. Forschungsgegenstand der Spieltheorie; diese wird in Mathematik und Ökonomie angewendet.
Im Unterschied zur klassischen Entscheidungstheorie beschreibt die Spieltheorie Entscheidungssituationen, in denen der Erfolg des Einzelnen nicht nur vom eigenen Handeln, sondern auch von den Aktionen anderer abhängt (interdependente Entscheidungssituation).

## Beschreibung
Bei Spielen ohne Zufallselemente kann man prinzipiell in jeder Spielsituation das Ergebnis bei perfektem Spiel aller Spieler ausrechnen. Praktisch sind die Spiele dagegen häufig zu komplex, um sie berechnen zu können. Strategiespiele erfordern von den Spielern, ein möglichst den gesamten Spielverlauf umfassendes Vorgehen zu entwickeln. Anders als bei purer Taktik (der Entscheidung von Fall zu Fall) geht es nicht nur darum, den vorangegangenen Spielzug beziehungsweise den nachfolgenden in seine Überlegungen einzubeziehen, sondern mehrere Spielzüge im Voraus zu denken, Strukturen der Spielsituation zu erfassen und deren langfristige Auswirkungen vorher zu planen.
Das bei uns bekannteste Strategiespiel ist das Brettspiel Schach. Andere traditionelle Spiele sind Dame, Mühle, Mancala und Go. In der Spieltheorie zählen zufallslose Strategiespiele ohne verdeckte Elemente, wie etwa gleichzeitige Züge, zu den Spielen mit perfekter Information.
Nach den klassischen Spielen wurden seit den 1950er Jahren vor allem im angelsächsischen Sprachraum zahlreiche Konfliktsimulationsspiele und Tabletopspiele entwickelt, die zur Kategorie der Strategiespiele zählen. In Europa entstanden vor allem seit den 1990er Jahren Karten- und Brettspiele, die ebenfalls dieser Kategorie zugeordnet werden. Beispiele dafür sind Euphrat & Tigris von Reiner Knizia und Puerto Rico von Andreas Seyfarth, die beide mit dem Deutschen Spiele Preis ausgezeichnet wurden, sowie viele abstrakte Zwei-Personen-Spiele, wie zum Beispiel die der Reihe Gipf von Kris Burm.
Der logische Hintergrund und die Beschreibung der Möglichkeiten und des Verhaltens der Spieler wird mit Hilfe der Spieltheorie beschrieben. Des Weiteren existiert für den Computer ein ganzes Genre an Strategiespielen.
Das bisher einzige reine  Strategiespiel, das den Spielepreis Spiel des Jahres gewinnen konnte, war 1981 das von Sid Sackson entwickelte Brettspiel Focus. Vergleicht man die beiden Spielepreise „Spiel des Jahres“ und „Deutscher Spiele Preis“, so schneiden Strategiespiele bei letzterem meistens besser ab, da hier die Vorschläge von Spielern, die sich intensiv mit Spielen beschäftigen, eingehen, während beim „Spiel des Jahres“ die Jury besonders die Spielbarkeit für Familien und einen niedrigschwelligen schnellen Einstieg berücksichtigt.

## Abgrenzung zum Taktik-Spiel
Eine Strategie ist ein längerfristig ausgerichtetes, planvolles Anstreben einer vorteilhaften Lage oder eines Ziels. Taktik bezeichnet im Allgemeinen konkrete Aspekte und Berechnungen, beispielsweise wird darunter beim Schach eine situative, wenige Züge umfassende Kombination mit schachtaktischen Elementen, wie beispielsweise Abzug, Doppelangriff oder Fesselung, verstanden. Eine solche Kombination stellt konkrete Drohungen auf und zielt auf konkrete Vorteile, wie Figurenverlust oder Stellungsnachteil. Derartige Pläne können im Normalfall nicht langfristig entworfen werden, sondern müssen von den Spielern während des Spiels gesucht werden.
Eine Strategie ist dagegen auf die Beeinflussung des ganzen Spielverlaufs angelegt und entscheidet, welche Eröffnung ein Spieler wählt. Denn je nach Eröffnung ändert das Spiel grundsätzlich seine Richtung und der Spieler kann so einen Spieltyp anstreben (beispielsweise offener Schlagabtausch oder vorsichtiges Manövrieren), in der er sich stärker fühlt, oft ohne dass dies eigentlich messbar wäre.

## Als Computerspiel
Strategiespiele am Computer sind eine beliebte Art von Videospielen, die oft auf rundenbasierten oder echtzeitbasierten Mechanismen basieren. Rundenbasierte Strategiespiele erlauben es den Spielern, in der Regel abwechselnd zu agieren, während echtzeitbasierte Strategiespiele das Spiel in Echtzeit laufen und die Spieler gleichzeitig agieren lassen. Es gibt verschiedene Subgenres von Strategiespielen am Computer, wie zum Beispiel 4X-Spiele (Explore, Expand, Exploit, Exterminate), Tower-Defense-Spiele, Echtzeit-Strategie (RTS) und rundenbasierte Strategiespiele (TBS).
In Strategiespielen am Computer müssen die Spieler oft Ressourcen verwalten, Einheiten produzieren und Gebäude errichten, um ihr Territorium zu erweitern und ihre Feinde zu besiegen. Viele Spiele erfordern auch eine taktische Planung und Koordination von Armeen und Ressourcen, um das Spielziel zu erreichen. Einige der bekanntesten und meistverkauften Strategiespiele am Computer sind Age of Empires, Civilization, Starcraft, Total War, Command & Conquer und Warcraft.

## Beispiele
Besonders erfolgreiche und bekannte Strategiespiele sind:
- Schach (2-Personen-Spiel)
- Schiffe versenken[1]
- Civilization VI[2]
- Starcraft II
- Age of Empires II